# Paracristenes fergussoni
Paracristenes fergussoni är en skalbaggsart som beskrevs av Stefan von Breuning 1970. Paracristenes fergussoni ingår i släktet Paracristenes och familjen långhorningar. Inga underarter finns listade i Catalogue of Life.